# Pierre-Roland Saint-Jean
Pierre-Roland Saint-Jean (ur. 21 czerwca 1971) – haitański piłkarz występujący na pozycji napastnika. Zawodnik klubu Baltimore SC.

## Kariera klubowa
Jako zawodnik Baltimore SC, Saint-Jean wywalczył z nim mistrzostwo fazy Fermeture (2005) oraz trzy mistrzostwa fazy Ouverture (2006, 2007, 2011).

## Kariera reprezentacyjna
W reprezentacji Haiti Saint-Jean zadebiutował w 2001 roku. W 2002 roku znalazł się w drużynie na Złoty Puchar CONCACAF. Wystąpił na nim w spotkaniach z Kanadą (0:2), Ekwadorem (2:0) i Kostaryką (1:1, 1:2 po dogrywce), a Haiti odpadła z turnieju w ćwierćfinale.
W 2007 roku ponownie został powołany do kadry na Złoty Puchar CONCACAF. Nie zagrał jednak na nim w żadnym meczu, a Haiti zakończyło turniej na fazie grupowej.
W latach 2001–2007 w drużynie narodowej Saint-Jean rozegrał łącznie 13 spotkań i zdobył 1 bramkę.